# Altiplà d'Ouaddai
L'altiplà d'Ouaddaï o muntanyes de l'Ouaddai és una zona de l'est del Txad fronterera amb Sudan. L'altiplà d'Ennedi conforma amb les muntanyes Ouaddai un territori de descens gradual vers el llac Txad. El riu principal és el Batha que corre cap a l'oest, portant aigua generalment només en temps de pluges. Antigament el Nil Groc unia la regió de les muntanyes Ouaddai amb la vall del Nil (vers 8000 a 1000 aC); el que queda és conegut com a Wadi Howar, el qual passa per Darfur i s'uneix al Nil.